# محصورسازی الکترواستاتیکی اینرسی

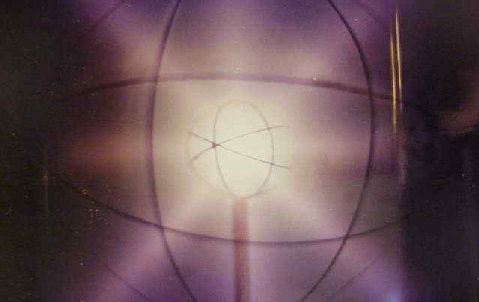
فیوزر فارنسورث-هیرش در حالت عملیاتی به نام «حالت ستاره» که با اشعه‌های ساطع شده از پلاسمای درخشنده توصیف می‌شود.

محصورسازی الکترواستاتیکی اینرسی (به انگلیسی Inertial electrostatic confinement) یا IEC، گونه ای از دستگاه‌های به کارگیرنده قدرت همجوشی است که از میدان‌های الکتریکی برای محبوس سازی پلاسما به جای روش رایج استفاده از میدان‌های مغناطیسی که در طراحی‌های محصور سازی همجوشی مغناطیسی MFE به کار می‌رود، استفاده می‌کند. بیشتر دستگاه‌های IEC سوخت خود را به‌طور مستقیم به شرایط همجوشی می‌رسانند و از این رو از تلفات انرژی که در مراحل طولانی‌تر گرمادهی در دستگاه‌های MFE وجود دارد، جلوگیری می‌کنند. در تئوری، این مزیت IEC ها را برای استفاده از سوخت‌های جایگزین همجوشی بدون نوترون مناسب می‌کند، بنابراین برخی مزایای مهم برای IEC پدید می‌آید، از این رو IEC یکی از روش‌هایی است که به‌طور گسترده برای همجوشی مطالعه شده‌است.
زمانی که الکترون‌های با بارمنفی و یون‌های با بار مثبت در پلاسما تحت یک میدان الکتریکی به جهت‌های گوناگون حرکت می‌کنند، میدان باید به گونه ای آرایش یابد که دو ذره به یکدیگر نزدیک بمانند. بیش تر IECها این کار را با کشیدن الکترون‌ها یا یون‌ها از روی یک چاه پتانسیل انجام می‌دهند، در نتیجه ذرات پس از عبور از چاه پتانسیل خود را از دست می‌دهند ولی به علت اینرسی به حرکت ادامه می‌دهند. هنگامی که یون‌های در حال حرکت در جهت‌های گوناگون با یکدیگر برخورد کنند، همجوشی هسته ای در این ناحیه کم پتانسیل رخ می‌دهد، چون این حرکت ایجاده شده توسط میدان است که سطح مورد نیاز انرژی برای همجوشی را فراهم می‌کند و نه برخوردهای تصادفی با باقی سوخت، پس توده پلاسما نیازی به داغ بودن ندارد و کل سیستم در دما و سطح انرژی پایین‌تری نسبت به دستگاه‌های MFE کار می‌کند.
یکی از IECهای ساده فیوزر است که از دو شبکه کروی فلزی هم مرکز ساخته شده‌است، هنگامی که شبکه‌های فلزی با ولتاژ بالا باردهی می‌شوند، سوخت گازی یونیزه می‌شود. میدان میان دو شبکه سپس سوخت را به طرف داخل شتاب می‌دهد و هنگامی که سوخت از شبکه فلزی داخلی می‌گذرد، میدان افت می‌کند و یون‌های به طرف مرکز به حرکت ادامه می‌دهند، اگر آن‌ها با یکدیگر برخورد کنند آنگاه ممکن است همجوشی رخ دهد، اگر برخورد نکنند، از ناحیه واکنشی خارج شده و دوباره به ناحیه باردار وارد می‌شوند و در آنجا دوباره به طرف مرکز شتاب می‌گیرند. روی هم رفته این فرایند شبیه همجوشی برخورد پرتوی است، اگرچه دستگاه‌های پرتوی به جای کروی بودن، خطی هستند. طراحی‌های دیگر IEC مانند پلی ول تفاوت‌های فراوانی از نظر آرایش میدان برای تولید چاه پتانسیل دارند.

## سازوکار

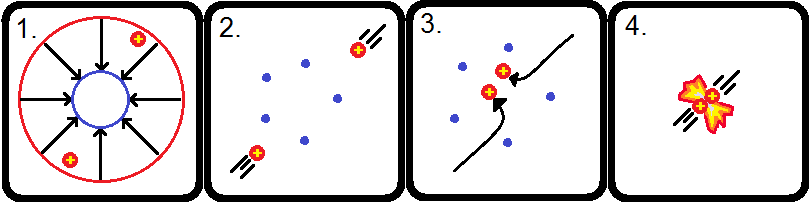
این تصویر نمایه ای از سازوکار بنیادین همجوشی در فیوزرها است (۱) فیوزر در بردارنده دو قفسه سیمی هم مرکز است، کاتد درون آند است. (۲) یون‌های مثبت به سوی کاتد کشیده می‌شوند، افت ولتاژ رخ می‌دهد، میدان الکتریکی روی یون‌ها کار انجام می‌دهد و آن‌ها را تا شرایط همجوشی گرم می‌کند. (۳) یون‌ها از قفسه داخلی می‌گذرند. (۴) یون‌ها در مرکز با هم برخورد می‌کنند و ممکن است فیوز شوند.

به ازای هر ولت که یک یون شتاب می‌گیرد، افزایش انرژی جنبشی آن معادل حالتی می‌شود که دمای آن ۱۱۶۰۴ کیلو کلوین افزایش یابد. برای مثال یک محصور سازی مغناطیسی پلاسما ۱۵Kev است که متناظر است با ۱۷۰ مگا کلوین. یک یون با یک واحد بار می‌تواند به این دما با شتاب یافتن در عرض یک افت ولتاژ ۱۵۰۰ ولتی دست یابد.
این نوع از ولتاژ به سادگی در وسایل الکتریکی رایج قابل دستیای است، یک لامپ پرتو کاتدی شاید در یک سوم این محدوده کار کند.
در فیوزرها، افت ولتاژ با یک قفسه سیمی ایجاد می‌شود. به هرحال تلفات هدایتی بالایی در فیوزرها رخ می‌دهد زیرا بیشتر یون‌ها پیش از آنکه همجوشی بتواند رخ دهد در قفسه می‌افتند. این کاستی فیوزرها را از تولید توان خالص بازمی‌دارد.